# Schlacht von Kollaa
Karelische Landenge

1. Summa – Taipale  (Kelja) – 2. Summa – Honkaniemi – Wiborg Bucht
Ladoga-Karelien

Tolvajärvi – Kollaa

Kainuu

Suomussalmi (Raate Straße) – Kuhmo
Lappland

Salla – Petsamo
Die Schlacht von Kollaa fand in der Zeit vom 2. Dezember 1939 bis zum 13. März 1940 im Winterkrieg zwischen Finnland und der Sowjetunion statt. Dabei verteidigten finnische Truppen eine Linie am Kollaanjoki-Fluss vor einem strategisch wichtigen Verkehrsknotenpunkt.

## Vorgeschichte
Die finnische Verteidigung im Winterkrieg 1939 konzentrierte sich auf die Karelische Landenge und das Gebiet nördlich des Ladogasees. Nur dort befand das finnische Oberkommando die Verkehrswege für den Einsatz größerer sowjetischer Verbände für ausreichend. An der sogenannten Mannerheim-Linie an der karelischen Landenge plante der finnische Befehlshaber Carl Gustaf Emil Mannerheim eine defensive Strategie. Die Einheiten des IV. Korps, die nördlich des Ladogasees standen, sollten sowjetische Angriffe abschlagen und dann zum Gegenangriff übergehen.
Entgegen den Erwartungen der finnischen Militärführung entschloss sich das sowjetische Oberkommando, auf der ganzen Breite der Grenze vorzugehen. Als Teil dieses vom Chef des Leningrader Militärbezirks, Kirill Merezkow, ausgefertigten Plans sollte die 56. Schützendivision nahe der Siedlung Suvilahti die Grenze überschreiten. Ihr Ziel war es, die Flanke des finnischen IV. Korps zu umgehen und in das Eisenbahnnetzwerk der Region einzubrechen. Endziel dieser Operationen war die Zerschlagung der finnischen Truppen nördlich des Ladogasees, um durch die Region einen Angriff in den Rücken der Mannerheim-Linie zu führen.

## Verlauf
In den frühen Morgenstunden des 30. Novembers 1939 überquerten die Einheiten der 56. Schützendivision in einer Zangenbewegung nördlich und südlich von Suvilahti die Grenze. Am 2. Dezember räumten finnische Truppen die Siedlung, nachdem der Ort geräumt und niedergebrannt worden war. Die Finnen konnten dem sowjetischen Einmarsch in der Region anfangs nur zwei Infanterieregimenter (JR 34 und JR 36) entgegenstellen. Die finnischen Truppen leisteten nach dem Fall Suvilahtis hinhaltenden Widerstand und bezogen am Piitsoinjoki-Fluss eine neue Verteidigungsstellung.
Am 3. Dezember befahl Mannerheim entgegen dem Rat des Kommandeurs des Regiments JR 34 Wilhelm Teittinen einen frontalen Gegenangriff. Teittinnen selbst wollte seine Hauptkräfte erst auf Skiern an die sowjetische Flanke heranführen. Die finnischen Truppen waren von den vorhergehenden Gefechten erschöpft. Des Weiteren waren einige Einheiten noch nicht mit Winterausrüstung und Waffen ausgerüstet. Der finnische Gegenangriff schlug fehl, als die Soldaten sich panisch vor heranrückenden sowjetischen Panzern zurückzogen. Diese Panik mündete in einen ungeordneten Rückzug bis zum Kollaanjoki-Fluss nahe der Siedlung Loimola. Diese Siedlung, an der Bahnstrecke Matkaselkä–Suojärvi gelegen, war eine wichtige Nachschubbasis für die Truppen des IV. Korps. Am 7. Dezember versuchte die sowjetische Division erfolglos, die finnische Linie zu durchbrechen; sie griff mit Panzern, Infanterie und Flugzeugen an.
Die Gefechte um den Kollaanjoki wurden mehr und mehr zum Stellungskrieg. Die Sowjets versuchten bis zum Kriegsende im März 1940, den finnischen Widerstand niederzukämpfen. Dazu wurden bis Ende Januar rund 200 Artilleriegeschütze herangeschafft. Die finnischen Truppen hatten maximal 20 Geschütze. Die Rote Armee stattete einige Soldaten zeitweise mit Metallschilden aus, um die Verwundbarkeit ihrer Infanterie durch finnisches Feuer zu reduzieren. Der Frontabschnitt am Fluss kam bis zum Kriegsende am 13. März nie völlig zur Ruhe; den Sowjets gelang aber kein Durchbruch. Die sowjetischen Truppen wurden bis Kriegsende auf vier Divisionen aufgestockt. Auch die finnischen Einheiten erhielten Verstärkungen vom IV. Korps unter General Woldemar Hägglund.

## Weißer Tod
Der finnische Scharfschütze Simo Häyhä, der mit über 500 getöteten Soldaten weltweit erfolgreichste Scharfschütze im Kriegseinsatz, nahm im Infanterieregiment JR 34 an dieser Schlacht teil. Der von der Roten Armee als „Weißer Tod“ bezeichnete Soldat erreichte alle seine Abschüsse in dieser Schlacht.

## Folgen
Der erfolgreiche Widerstand der finnischen Truppen im Raum vor Loimola verhinderte einen Einbruch der sowjetischen Truppen an der Flanke des IV. Korps. Damit konnten die sowjetischen Truppen ihr strategisches Ziel, nämlich die Umgehung und Zerschlagung des finnischen IV. Korps nicht erreichen. Der unerwartete sowjetische Angriff führte aber dazu, dass Reserven des IV. Korps für die Schlacht abgezogen werden mussten. Dies verzögerte die Durchführung des Gegenangriffs durch das IV. Korps.